# Jevgenij Iršai
Jevgenij Iršai (russisch: Евгений Маркович Иршаи) (* 15. Januar 1951 in Leningrad) ist ein slowakisch-russischer Komponist und Pianist.

## Leben
Jevgenij Iršai erhielt seit 1958 Klavier- und seit 1965 auch Kompositionsunterricht an einer Musikschule seiner Geburtsstadt Leningrad. Am „Nikolai Rimski-Korsakow“-Konservatorium studierte er 1969–1975 Komposition bei Alexander Abramowitsch Tschernow und Vladislav Alexandrowitsch Uspenski sowie bis 1978 Klavier bei Pawel Alexejewitsch Serebrjakow. 1971–1991 wirkte er als Klavier- und Kompositionspädagoge in einer dem Konservatorium angegliederten Spezialmusikschule. Als Pianist trat er nicht nur in der damaligen Sowjetunion auf, sondern auch im Ausland (Spanien, Bulgarien, Ungarn). Im Alter von 40 Jahren übersiedelte er 1991 in die heutige Slowakei, die zu dieser Zeit noch Bestandteil des seit 1989 demokratisch ausgerichteten tschechoslowakischen Staatsverbandes war.
1991–1992 war Iršai Korrepetitor an der Staatsoper Banská Bystrica, 1992–1996 unterrichtete er Komposition und Klavier am „Ján Levoslav Bella“-Konservatorium  von Banská Bystrica. 1996–2008 wirkte er als Dozent am Institut für Musik und Ästhetik der Matej Bel-Universität. Seit 2001 lehrte er Komposition an der Hochschule für Musische Künste Bratislava (Vysoká škola múzických umení v Bratislave – VŠMU), wo er 2010 eine Professur erhielt. Iršai ist Mitglied der Komponistenverbände Russlands, der Slowakei und der Ukraine. Aufführungen erfolgten in der ehemaligen UdSSR u. a. am Akademischen Kleinen Theater für Oper und Ballett in Leningrad (Ballett „Don Juan oder die Liebe zur Geometrie“) sowie im Rahmen des internationalen Festivals Leningrader Frühling. Seit seiner Auswanderung werden seine Werke in zahlreichen Ländern Europas und in Übersee gespielt.

## Preise und Auszeichnungen (Auswahl)
- 2001: Ján Levoslav Bella-Preis für Hard Shabes für Klaviertrio
- 2008: Dezider Zador Preis (Ukraine) für Sonata del grato
- 2013: 1. Preis beim Chor-Laboratorium XXI. Jahrhundert (Sankt Petersburg) in der Kategorie „Sakrale Musik auf lateinische Texte“ für Kyrie und Gloria
- 2014: 3. Preis beim Chor-Laboratorium XXI. Jahrhundert (Sankt Petersburg) in der Kategorie „Experimentelles“ für Bu-li-du-li-bur-li-bam

## Werke (Auswahl)

### Bühnenwerke
- Don Juan oder die Liebe zur Geometrie. Ballett in einem Akt nach Max Frisch (1973)

### Gesang und Orchester
- Naveky s týmto mestom (Auf ewig mit dieser Stadt) nach einem Text von Michail Dudin für Tenor und Orchester (1979)
- Proglas. Oratorium nach Texten von Konstantin, dem Philosophen für Sopran, Bass, Chor und Orchester (1999/2012)
- Stabat Mater für Sopran, Bassbariton, Chor und Orchester (2013)
- Requiem for the Poet für Sopran, Bassbariton, Chor und Orchester (2017) – Komponiert mit spezieller Unterstützung des Fonds zur Förderung der Kunst (Fond na podboru umenia), Bratislava

### Orchesterwerke
- Soundquake Zero (2003)
- La Fuente (Der Brunnen) (2018)
- Walking with Mahler (2020/2021)

### Kammerorchester, Streichorchester oder Blasorchester
- Anagramm über den Namen Ernst Bloch für Streichorchester (1995)
- Ten Minutes About Katyń für Streichorchester (2012)
- Sun Symphony für Blasorchester (2013)
- Clumsy Duck für Saxophonorchester (2017)
- Kutafakari für Saxophonorchester (2017)

### Soloinstrument(e) und Orchester
- Konzert für Fagott und Orchester (1989)
- In the Space of Love für Violine, Klavier und Orchester (2004/2005)
- Quotations für Klavier und Orchester (2005/2006)
- Uangamizi (Das Verschwinden) für Violine, Violoncello und Orchester (2006)
- Zyklus Sechs Bratislavaer Konzerte (2007–2013)
  - 1. Penetration für Violoncello und Streichorchester (2007/2008)
  - 2. Shinui tsura (Transformationen) für Violine und Streichorchester (2008)
  - 3. Concerto mosso Nr. 1 für Cembalo oder Klavier und Streichorchester (2010)
  - 4. Concerto in P(ale) Mino(r) für Violine und Streichorchester (2011)
  - 5. Mnemiranet für Akkordeon und Streichorchester (2011)
  - 6. Slovensko, láska moja (Slowakei, meine Liebe) für Violine, Violoncello und Streichorchester (2013)
- Ashira Songs für Violine und Streichorchester (2008)
- Maariw (Gebet) für Violoncello und Streichorchester (2013)
- Tohu va bohu für Flöte, Violine und Orchester (2014)
- EmFraGre für fünfsaitige Violine oder Milanolo und Streichorchester (2015)
- Signs and Symbols für Klavier und Orchester (2016)
- Concerto mosso Nr. 2 für Klavier und Streichorchester (2016)
- I leave eternity to Thee nach dem Kapitel Sermon aus „Moby Dick“ von Herman Melville für Violine und Orchester (2019)

### Ensemble
- O, Tequila für acht Violoncelli und Klavier (1988)
- Toccata für zwölf Violoncelli und Klavier (1996)
- As Before für Ensemble (2009)
- Before leaving für neun Instrumente (2011)
- Gabrysconcert für Kontrabass und Ensemble (2010)

### Kammermusik (3 bis 8 Instrumente)
- Vzývam Hospodina (Ich rufe den Herrn an) für Streichquartett (1990/1991)
- Hard Shabes für Klaviertrio (2000)
- BACH-ACH-CH-CHA-CHAOS für Violine, Viola, Violoncello und Klavier (2000)
- Acoustic Accent für Flöte (Bassflöte), Akkordeon und Klavier (2006, rev. 2021)
- Cellitorrenti für vier Violoncelli (2007)
- Bertolrettes für Klaviertrio (2009/2010)
- 8, 10, 26 für acht Violoncelli (2010)
- Exorcizmus für Zymbal, Violoncello und Akkordeon (2010)
- Bassnuts Sextet für Kontrabass, zwei Violinen, Viola, Violoncello und Klavier (2012)
- Streamiduendo für Flöte, Violine, Violoncello und Klavier (2013)
- Eine kleine, not too small für vier Violinen, Viola und Violoncello (2013)
- Le Basstrio le est debut des temps für Violine, Kontrabass und Klavier (2013)
- Anschluss funebre für Streichquartett (2014)
- Tra le pareti sottili für Flöte, Klarinette, Violine, Violoncello und Klavier (2017)
- Streichquartett Nr. 5 „A Clean, Well-Lighted“ (2018)
- Ikigai für Oboe, Klarinette, Bassklarinette, Altsaxophon und Fagott (2018)
- Ikigai, Fassung für fünf Saxophone (2018/2020)
- Konzert für Oboe, Violine, Viola, Violoncello und Klavier (2018)
- ‘Fanzi Dance für Saxophonquartett (2019)
- Saxlibris für Tenorsaxophon (oder Klarinette), Baritonsaxophon und Klavier (2019)
- Three messages for Liam Poore für Klarinette, Violoncello und Klavier (2020)
- Konzertstück für Altsaxophon, Violine, Viola, Violoncello und Klavier (2020)
- The River of Times für Violine, Viola und Klavier (2020)
- Saxburger für Saxophonquartett (2021)
- Nunc Dimittis (ныне отпущаюши) für Streichquartett (2021)

### Duos
- Kandinsky-Improvisationen für Fagott und Kontrabass (1978)
- Abschiedssonate für Violoncello und Klavier (1985)
- Reisesinfonie für Horn und Klavier (1986)
- Sonata für Violoncello und Schlagzeug (1988)
- Turbulencia (Turbulenz) für Akkordeon und Klavier (2000)
- Musica Remake für Violoncello und Klavier (2002)
- Sonáta pre Edvarda Griega (Sonate für Edvard Grieg) für Violine und Klavier (2002)
- Nenávisť (Hass) für Violine und Klavier (2003)
- Sonata del grato für Klarinette und Klavier (2008)
- Tuo-tua für zwei Gitarren (2008)
- Odnikiaľ s láskou (Von Nirgendwo mit Liebe) für Akkordeon und Klavier (2008)
- Soundquake für Akkordeon und Klavier (2009)
- Suite im alten Stil für Flöte und Gitarre (2010)
- Magnil totoka für Gitarre und Klavier (2011)
- Tassanilu für zwei Violoncelli (2011)
- Ecinitna für Violoncello und Akkordeon (2012)
- Bassome mucho für Kontrabass und Klavier (2013)
- Sonata Furioso für Violine und Klavier (2013)
- Take off für Flöte und Klavier (2013)
- When the Wind Blows für Violoncello und Klavier (2015)
- Lisani viola für Viola und Klavier (2015)
- Kikapu Dance für Viola und Klavier (2015)
- Perpetuum d‘Okola für Violine und Klavier (2016)
- Nuclear Sax für Saxophon und Klavier (2018)
- Tvoje slová… (Dein Worte…) für Saxophon und Klavier (2018)
- Tango so srnkami (Tango mit Rehen) für Violine und Kontrabass (2019)
- Et tibi dabo claves Regni caelorum für Viola und Klavier (2019)
- Adventure Walk für Saxophon und Violine (2021)
- Adventure Sketch für Saxophon und Violine (2021)
- Lamentation für Violoncello und Klavier (2021)
- Sonata from a Fairy Tale für Violine und Klavier (2021)
- Sonata Elegia für Violine und Klavier (2021)
- Adventure Next für Saxophon und Violine (2021)

### Klavier zu zwei, vier oder sechs Händen
- Variationen (1968)
- 32 detských kusov (32 Kinderstücke) (1976–1986)
- Sedem reflexií in C (Sieben Reflexionen in C). Sonata Nr. 1 (1982/1983)
- Kto sa na čom vezie (Wer fährt worauf) (1985)
- Pre Alicu (Für Alice) (1996)
- Exodus. Sonata Nr. 2 für Klavier und zwei Tam-tams (1996)
- Summer garden – snow is falling (1997)
- Sny môjho detstva (Träume meiner Kindheit). Sonata Nr. 3 (1997)
- Inertia of Motion (2002)
- Schönberg Variations (Air with 30 Variations) (2002–2009)
- Dialoge mit Ligeti für zwei Klaviere (2003)
- Musicburger (2004)
- Radical cut für Klavier zu vier Händen (2005)
- Do, La, C(s)i, Fa (Šepoty a výkriky) (Do, La, C(s)i, Fa – Flüstern und Schreien)  (2007)
- Beating (2009)
- Caspase Ten (2009)
- Sonata quasi sonata. Sonate Nr. 4 (2010)
- Tasaufi (2010)
- Naked Kings‘ Dance für Klavier zu sechs Händen (2011)
- Skrik. Sonata Nr. 5 (2012)
- Sonata-bricolage. Sonata Nr. 6 (2013)
- Maariw (Gebet) (2013)
- Precipiptato sonata. Sonata Nr. 7 (2016)
- Dodekafonky (2016)
- A Glass of Glass (2018)
- Inner Landscape für zwei Klaviere (2020)
- Šumafuk für Klavier zu vier Händen (2021)
- Moonlight Sonata Nr. 2 (2021)
- Dodekafonky for E. S. (2021)
- Dodekafonky XL (2021)

### Diverse Soloinstrumente
- Lost Notes 1, 2, 3 für Violine (1970–2009)
- Variationen für Violoncello (1987)
- Seguidilla für Violoncello (1987)
- Sonate für Violine (1996)
- I’m not going to die today, I’m only going away für Orgel (1996)
- Omni tempore für Violine (1999/2000)
- Sonata-Corta für Violoncello (2000)
- Fremotonia für Kontrabass (2001)
- Concetto rituale für Akkordeon (2003)
- Odnikiaľ s láskou (Von Nirgendwo mit Liebe) für Violine (2008)
- Odnikiaľ s láskou (Von Nirgendwo mit Liebe) für Viola (2008)
- Vodever für Violine (2010)
- Pimpampunči für Violine (2010)
- Bahagobu für Akkordeon (2011)
- Five o‘strings für Milanolo[3] (2013)
- Maariw (Gebet) für Violine (2013)
- A riekol Izaiáš (Und Jesaja sagte) für Akkordeon (2014)
- Thendoff für Akkordeon (2014)
- Boston March für Akkordeon (2015)
- Epitaph (zum 27.02.2015) für Orgel (2015)
- De finibus... kniha šiesta (De finibus… Das sechste Buch) für Orgel (2017)
- Level of Stagnation für Akkordeon (2017)
- Looking at Old Photography für Akkordeon (2018)
- Monolog für Baritonsaxophon (2018)
- Soundssesive für Gitarre (2018)
- Soundssesive 2 für Gitarre (2019)
- 33 Pofigushki für Akkordeon (2019/2020)
- Sonata Variazioni für Violoncello (2021)
- Étude Nr. 1 für Gitarre (2021)
- Overheard Melody für Baritonsaxophon (2021)
- Before and after für Flöte solo (2021)

### Stimme und Instrument(e)
- Vier Lieder nach Alexander Blok für Mezzosopran und Klavier (1972)
- Teórie (Lehrsätze). Liederzyklus nach Federico Garcia Lorca für Mezzosopran und Klavier (1978)
- Silentium. Vokalzyklus nach Gedichten von Fjodor Tjuttschew für Bassbariton und Klavier (1983)
- Hovor (Rede). Vokalzyklus nach russischen Dichtern für Sopran und Violoncello (1988)
- Die Tage wollen länger werden. Sieben Romanzen nach Gedichten von Ingeborg Bachmann für Sopran und Klavier (1995)
- Die Niemandslieder. Vokalzyklus auf Gedichte von Paul Celan für Bassbariton und Klavier (1998)
- Piesne voľné (Freie Lieder) auf russische Dichter für Bassbariton und Klavier (1999)
- Lacrimosa für Stimme und Glocken (2002)
- 4.48 Kyrie eleison, basierend auf „4.48 Psychose“ von Sarah Kane für Sopran, Klarinette, Violine, Violoncello, Schlagzeug und Klavier (2005)
- …I am… für acht Vokalisten und Kontrabass (2005)
- Lost Wor(l)ds nach Texten von Emily Dickinson für Mezzosopran und Klavier (2007)
- Was ist Kunst?. Fünf Lieder nach Gedichten von Joachim Ringelnatz und Johann Wolfgang von Goethe für Tenor und Klavier (2007)
- Le Corbeau Duett nach einem Gedicht von Jean de La Fontaine für Sopran, Tenor und Klavier (2008)
- Die Zeit der Einsamkeit. Liederzyklus nach Gedichten von Peter Esslinger für Tenor und Klavier (2009)
- We Outgrow Love Fünf Lieder nach Texten von Emily Dickinson für Sopran, Klavier und Glocken (2010)
- Nur ab (Len sem a tam). Vier Lieder nach Gedichten von Peter Esslinger für Tenor und Klavier (2009)
- Slovenský zošit (Slowakisches Notizheft) auf Gedichte von Ivan Krasko für Bass und Klavier (2015)
- Tvoje slova (Deine Worte). Drei Lieder nach Texten von Jana Kmiťová für Sopran und Klavier (2018)
- O, vysoko dlieš Pane (Oh, du wohnst hoch Gott). Blutiges Sonett nach den „Krvavé sonety“ von Pavol Országh Hviezdoslav für Sopran, Klavier, Synthesizer und Tänzer (2021)

### Chor
- Letný sad (Sommergarten) nach Gedichten von Anna Achmatowa für gemischten Chor a cappella (1980)
- Dietky v klietke (Kinder im Käfig). Drei Chorsätze auf Gedichte von Samuil Maršak (1982)
- Poklona zemi (Hommage an die Erde) für gemischten Chor a cappella (1984)
- Epigraphe Kantate nach Gedichten von Arseni Tarkovski für gemischten Chor a cappella (1985)
- Medzi hviezdam (Zwischen Sternen). Kantate nach russischen Dichtern für gemischten Chor a cappella (1986)
- Nočný rozhovor (Nächtliches Gespräch). Zwei Chorsätze nach Robert Burns für gemischten Chor a cappella (1987)
- Láskavé sny (Liebevolle Träume) für gemischten Chor a cappella (1987)
- Zmiluj sa, Bože (Erbarme dich, Herr) für gemischten Chor a cappella (1990)
- Zvezda nach Afanassi Fet für gemischten Chor a cappella (1996/1997)
- Net, ne ždi (Nein, geh nicht) nach Afanassi Fet für gemischten Chor a cappella (1996/1997)
- Missa pro liberi für gemischten Chor a cappella (2002/2003)
- Du, du, du… für gemischten Chor a cappella (2004)
- Rundadinela für Männerchor sieben Blasinstrumente und zwei Schlagzeuger (2009)
- Bu-li-du-li-bur-li-bam für Kinder- oder Frauenchor a cappella (2014)
- De profundis für Männerchor und tibetische Glocken (2016)

## CD-Diskographie (Auswahl)
- Missa pro liberi  – Akademický miešaný spevácky zbor Jána Cikkera, Leitung: Štefan Sedlický – auf „Akademický miešaný spevácky zbor Jána Cikkera“ (Matej Bel-Universität Banská Bystrica, CD 2002)
- Seguidilla  – Ján Slávik (Violoncello) – auf „Slowakische Cellomusik“ (Diskant, CD 2003)
- Sonata-Corta  – Jozef Lupták (Violoncello) – auf „Jozef Lupták: Cello“ (Mediálny inštitút, CD 2003)
- Sedem reflexií in C, Sonate für Edvard Grieg, Omni tempore, Musical Remake, Concetto rituale – Milan Paľa (Violine), Ján Slávik (Violoncello), Boris Lenko (Akkordeon), Jevgenij Iršai (Klavier) – auf „evgeny irshai: omni tempore“ (Slowakischer Musikfonds, CD 2004)
- Sny môjho detstva, Nenávisť, In memoriam, Hard Shabes, Ex foedere – Milan Paľa (Violine), Jevgenij Iršai (Klavier) – auf „Evgeny Irshai: Hard-Shabes“ (HEyeRMEarS/DISCORBIE, CD 2004)
- Sonata-Corta  – Jozef Lupták (Violoncello) – auf „Cello in Recital: Jozef Lupták“ (Slowakisches Musikzentrum, CD 2005)
- Inertia of Motion  – Zuzana Niederdorfer (Klavier) – auf „Zuzana Paulechová-Štiasna“ (Slovart Records, CD 2007)
- Cellitorrenti  – Cellomania – auf „Cellomania: Slowakische Werke für Celloquartett“ (Pavlik Records, CD 2007)
- Sonata del grato  – Branislav Dugovič (Klarinette), Ladislav Fanzowitz (Klavier) – auf „Branislav Dugovič, Ladislav Fanzowitz“ (Diskant, CD 2008)
- Anstaborlindo anagramango  – ALEA – auf „alea“ (Pavlik Records, CD 2008)
- Menuet na ostrove  – Terézia Kružliaková (Mezzosopran), Daniel Buranovský (Klavier) – auf „Babjakovci v jaskyni“ (K2 studio, CD 2009)
- Exodus  – Ladislav Fanzowitz (Klavier) – auf „Slowakische Klaviersonaten – Ladislav Fanzowitz“ (Pavlik Records, CD 2009)
- Fremotonia – Aleksander Gabryś (Kontrabass) – auf „Bassolo: Aleksander Gabryś“ (DUX, CD 2010)
- Ashira Songs – Milan Paľa (Violine), Czech Virtuosi, Dirigent: Ondrej Olos – auf „Milan Paľa“ (Slowakisches Musikzentrum, CD 2010)
- Radikálny rez – Ivan Šiller und Andrea Bálešová (Klavier) – auf „the radical cut“ (Pavlik Records, CD 2010)
- Omni tempore, From Nowhere with Love, Lost Notes 1, 2, 3,  Pimpampunči, Vodever, Ex foedere  – Milan Paľa (Violine) – auf „Violin Solo 2 – Milan Paľa“ (Pavlik Records, CD 2010)
- Schönberg Variations, Tasaufi, Do, La, C(s)i, Fa (Šepoty a výkriky) – Jevgenij Iršai (Klavier) – auf „Evgeny Irshai: Schönberg Variations“ (Pavlik Records, CD 2011)
- Gloria aus Missa pro liberi – Cantica Collegium Musicum, Leitung: Štefan Sedlický – auf „Alte und neue Formen sakraler Musik“ (Cantica Collegium musicum Martin, CD 2011)
- Uangamizi, Soundquake Zero, Quotations, In the Space of Love – Milan Paľa (Violine), Jozef Lupták (Violoncello), Ladislav Fanzowitz und Jevgenij Iršai (Klavier), Slowakisches Radiosinfonieorchester, Dirigent: Mario Košik – auf „Evgeny Irshai: In the Space of Love“ (Slowakischer Musikfonds, CD 2013)[4]
- Odnikiaľ s láskou, Pimpampunči, Soundquake, Exodus, Summer garden – snow is falling, Bahagobu, Violinsonate Nr. 3 – Milan Paľa (Violine), Peter Katina (Akkordeon), Jevgenij Iršai (Klavier) – auf „Evgeny Irshai – Odnikiaľ s láskou“ (Pavlik Records, CD 2013)
- Huslehubky – Milan Paľa (Violine) – auf „Violin Solo 5 – Milan Paľa“ (Pavlik Records, CD 2013)
- Bassnuts Sextet – Duo Šašina, Moyzes Quartet – auf „Concertini für Kontrabass, Klavier und Streichquartett“ (VŠMU, CD 2014)
- Surmounting – Hugo Kauder Trio – auf „Hugo Kauder Trio“ (Viva Musica! records, CD 2015)
- Ecinitna – Eugen Prochác (Violoncello), Rajmund Kákoni (Akkordeon) – auf „Rajmund Kákoni, Eugen Prochác: Accelerande“ (Hevhetia, CD 2015)
- Five o‘strings – Milan Paľa (Milanolo) – auf „Milan Paľa – Milanolo“ (Pavlik Records, CD 2016)
- Bassome mucho – Ján Krigovský (Kontrabass), Daniel Buranovský (Klavier) – auf „Ján Krigovský – 4 slowakische Kontrabassjahrhunderte“ (Slovak Double Bass Club, CD 2016)
- Slovenský zošit – Peter Mikuláš (Bass), Jevgenij Iršai (Klavier) – auf „Slovenský zošit na básne Ivana Kraska: Evgeny Irshai“ (Pavlik Records, CD 2016)
- Husband’s Wrath, Saxlibris – Pavol Hoďa (Tenorsaxophon), Ladislav Fanzowitz (Klavier) – auf „Sax-o-phun“ (Pavlik Records, CD 2017)
- Suita in Old Style – Michaela Meca (Flöte) Jiří Meca (Gitarre) – auf VientoMarero duo (Supraphon, CD 2017)
- EmFraGre – Milan Paľa (Milanolo), Ensemble Opera Diversa, Dirigent: Marián Lejava – auf „4 Milanolo Concertos“ (Pavlik Records, CD 2018)
- Penetration, Shinui tsura,  Concerto mosso, Mnemiranet, Concerto in P(ale) Mino(r), Slovensko, láska moja – Milan Paľa (Violine), Jozef Lupták (Violoncello), Peter Katina (Akkordeon), Jevgenij Iršai (Klavier), Ensemble Opera Diversa, Dirigent: Marián Lejava – auf „Mnemiranet – 6 Bratislavaer Konzerte“ (Pavlik Records, CD 2019)
- Dialoge mit Ligeti, A Glass of Glass, Inner Landscape – Jevgenij Iršai und Ladislav Fanzowitz (Klavier) – auf „A Glass of Glass – Music for two pianos by Evgeny Irshai“ (VŠMU, CD 2020)
- Epigraphe – Henrieta Lednárová (Sopran), Slowakischer Philharmonischer Chor, Leitung: Jozef Chabroň – auf „Slowakischer Philharmonischer Chor: Slowakische Chormusik“ (Slowakische Philharmonie, CD 2020)
- Nuclear Sax, Husband‘s Wrath,  Fanzi Dance, Monologue, Saxlibris, Siluety, Saxocracy, Ikigai, Looking back – Lev Pupis (Altsaxophon), Pressburg Saxophone Quartet, Jevgenij Iršai (Klavier) – auf „Nuclear Sax“ (Pavlik Records, CD 2020)
- Gospodi Vozzvach: Streichquartette Nr. 1–6; Streichsextett – Mucha Quartet, Jozef Horváth und Michal Slamka (Violinen) – auf „Gospodi Vozzvach“ (Pavlik Records, 2CD 2022)
- Werke für Violoncello – Ken-Wassim Ubukata (Violoncello), Ladislav Fanzowitz (Klavier), Kiril Stoyanov (Schlagzeug)ichal Slamka (Violinen) – auf „Bad Painting“ (Pavlik Records, CD 2023)